# 3-Iodpropen
3-Iodpropen (Allyliodid) ist eine chemische Verbindung aus der Gruppe der ungesättigten organischen Halogenkohlenwasserstoffe.

## Gewinnung und Darstellung
Die Verbindung kann durch Reaktion von Allylalkohol oder Glycerin mit Iodwasserstoff gewonnen werden.

## Eigenschaften
3-Iodpropen ist eine lichtempfindliche, gelbe Flüssigkeit mit stechendem Geruch, die nur schwer in Wasser löslich ist.

## Verwendung
3-Iodpropen wird zur Herstellung weiterer Allylverbindungen und Polymere verwendet.

## Sicherheitshinweise
Die Dämpfe von 3-Iodpropen bilden mit Luft ein explosionsfähiges Gemisch (Flammpunkt 5 °C).